# Rádio T Ponta Grossa
Rádio T Ponta Grossa é uma estação de rádio brasileira, sediada em Ponta Grossa, Paraná. Opera na frequência 99,9 MHz, e é uma emissora própria e matriz da Rede T de Rádios, pertencente a Márcio Martins, ex-vice-presidente da AERP (Associação das emissoras de radiodifusão do Paraná). 
Seus estúdios estão localizados no bairro de Uvaranas, juntamente com a Lagoa Dourada FM e opera no Edifício Vidal Correia, no centro da cidade, juntamente com outras emissoras do Grupo Gtcom e demais rádios que alugam o espaço.
Sua programação tem vários ritmos, indo desde da música gaúcha ao pop, transmitindo programas de entretenimento, talk shows e humorísticos de cunho regional. Com uma altitude de cerca de 960 m, tem um alcance médio de 90 km, uma das maiores do interior do país.

## História

### Lagoa Dourada FM (1980-2001, 2020-presente)
A emissora está no ar desde 26 de novembro de 1980 como Lagoa Dourada FM e possuía uma programação mais adulta, pertencente até então a Diocese de Ponta Grossa, os estúdios ficavam junto ao da Rádio Sant'Ana. A rádio foi idealizada por Nívia Sâmara, ela dirigia a emissora que foi comprada pelo seu marido, o empresário Jamil João Sâmara, tio de Márcio Martins.
A emissora voltou a existir como web rádio em dezembro de 2012 pelo suporte de player do portal radios.com.br, inclusive com vinhetas dos anos iniciais que foi ao ar pela 97.3 FM e incluindo músicas mais recentes mas mantendo o estilo de origem.
Em 11 de maio de 2020, a estação retorna através da 105,9 mHz (fruto da migração AM-FM), tendo como alvo parte da programação que leva o seu nome, retomando depois de 19 anos, desta vez com maior foco no jornalismo dinâmico como um "carrossel holandês", tendo um leve gosto de rádio all news mas intercalada com músicas. Tendo uma rotatividade entre locutores (não havendo mais programas como horários específicos).  A maior parte da equipe que esteve na Difusora FM continua no canal. Márcio Martins, diretor da emissora disse que terá espaço para todas as posições políticas, teoricamente "apartidário". Além disso, ele disse que apenas é uma mudança de nome e que tudo tem "começo, meio e fim". De todo modo se encerra a programação da migrante que ocupava o canal há quase 3 anos e encerrado as transmissões com o nome fantasia em seus 60 anos.

### Tropical FM (1991-2009)
Na década de 1990 surgiu a "Tropical FM" com alcance parcial em Ponta Grossa no dia 15 de abril de 1991, inicialmente procurando executar apenas músicas nacionais (pela qual se modificou ao longo do tempo), a mesma operava em 93,1 MHz (concessão de Palmeira e torre na mesma cidade nesta fase da FM), espaço hoje ocupado pela Rede Aleluia. Mas a Lagoa Dourada FM continuara no ar pois operava em outra frequência. Em 1994 transferiu os equipamentos e estúdios para Ponta Grossa. A primeira frequência que chegou a chamar-se de "Tropical Light FM'' foi arrendada em 15 de agosto de 2001 ao radialista Nilson de Oliveira até o fim de setembro do mesmo ano. E por volta de 2000 mudou-se para 97,3 MHz. Desde 2002 formou-se a Rede Tropical de Rádios (hoje denominada Rede T de rádios), sendo a primeira afiliada na cidade de Telêmaco Borba, no mesmo ano que a emissora sede sofreu melhorias técnicas, foi estimado para a época 1.000 000 de ouvintes com o tal porte técnico. Em meados de 2008, passou a operar em 99.9 mHz, garantindo maior alcance na Grande Curitiba, além de deixar de interferir na Paraná Educativa FM.

### Rádio T FM (2009-atualidade)
Desde 1.º de julho de 2009, estreou um novo nome fantasia, e de "Tropical FM" passou a ser chamada "Rádio T", a mudança é devido a existência da Rádio Tropical em Curitiba, cidade que contaria a fazer parte da Rede T, até então Rede Tropical de Rádios. Em 2011 comemorou 20 anos de existência.
A emissora perdeu alguns dos seus principais comunicadores por óbito como Jauri Gomes, Acir de Oliveira, Altair Ramalho e Luiz Alberto Cortabitarte conhecido como Nhô Jeca. A maioria deles ainda tinha ligação com a emissora.
A emissora é a cabeça de rede de 24 emissoras no Paraná. Talks-show, humor e interatividade são palavras-chaves que descrevem a Rádio T.

## Cobertura de sinal
Embora não seja a mais potente em termos compensatórios de instalação (potência ERP) em Ponta Grossa e cidades do norte do Paraná é ainda a terceira rádio com maior alcance no interior do estado e do sul do Brasil, sendo as duas primeiras da mesma região. Se considerar apenas as emissoras que transmitem na cidade de concessão a mesma tem a maior cobertura de rádio não-curitibana dentre as estações paranaenses, mesmo em cidades maiores como Maringá e Londrina (90 km de raio médio versus 80 km) ou mesmo as catarinenses Joinville e Florianópolis aonde a diferença é ainda maior, com um alcance semelhante ao da Ouro Verde FM. Sua potência ERP é de 24,4 kW, um pouco abaixo do máximo permitido pela Anatel (classe A1). Em termos práticos é a mesma da Rádio Sant'Ana, visto que em ter de emissão alguns kW para a potência emitida não faria diferença nítida. Embora a Escarpa Devoniana prejudique o sinal à nordeste, a Rádio T cobre com totalidade os Campos Gerais do Paraná, e possui sinal local mesmo nos municípios mais afastados como Telêmaco Borba e Lapa, uma das direções de maior alcance da emissora (norte e sul). E indo para alcance parcial mas ainda com alta receptividade em direção ao Norte Pioneiro. O alcance é fortemente enfraquecido na capital paranaense pela intensa urbanização, mas é audível em Campo Largo e Colombo, por exemplo.